# 建設業経理検定
建設業経理検定（けんせつぎょうけいりけんてい）とは、一般財団法人建設業振興基金が実施する、建設業法施行規則第18の3に基づく国土交通大臣登録経理試験である (1級・2級) 。3級・4級は｢建設業経理事務士検定試験｣として建設業振興基金独自の試験として実施されている。

## 概要
2級以上の合格者はその合格した日から5年を経過する日が属する年度の年度末までは公共工事の入札に係る経営事項審査における「公認会計士等の数」の対象となる（この期間の経過後は、｢登録経理講習｣を修了することで評価対象となる。）。また、1級建設業経理士については「監査の受審状況」において、社内の経理実務責任者として自主監査する場合に評価の対象となる。
建設業会計以外の分野については、日商簿記検定にほぼ準じるとされており、合格者の称号は1級・2級は建設業経理士(2006年3月までは1～4級すべて“建設業経理事務士”の称号)、3級・4級は建設業経理事務士である (2006年4月以降) 。なお、1級は原価計算・財務諸表・財務分析の３科目の試験を5年以内に合格しなければならない。
大手の総合建設業者の多くは、事務系の推奨資格に宅地建物取引士や衛生管理者、ビジネス実務法務検定と並び建設業経理士を指定していることが多い。また、工業高等学校のジュニアマイスター顕彰制度において、建設業経理検定の合格者には合格した試験の級に応じて2級の合格者には12ポイント、3級の合格者には4ポイント、4級の合格者には1ポイントが付与される。

## 各級の基準

### 国土交通大臣登録経理試験｢建設業経理士検定試験｣(1級、2級)
1級
上級の建設業簿記、建設業原価計算及び会計学を修得し、会社法その他会計に関する法規を理解しており、建設業の財務諸表の作成及びそれに基づく経営分析が行えること。
2級
実践的な建設業簿記、基礎的な建設業原価計算を修得し、決算等に関する実務を行えること。

### ｢建設業経理事務士検定試験｣(3級、4級)
3級
基礎的な建設業簿記の原理及び記帳並びに初歩的な原価計算を理解しており、決算等に関する初歩的な実務を行えること。
4級
初歩的な建設業簿記を理解していること。

## 試験
試験は1級・2級は年に2回 (9月・3月) 、3級・4級は年に1回 (3月)実施される。また、3・4級の講習と検定試験を行う特別研修も行われている。1級と他の級との同日受験は不可、ただし同日での1級の複数科目受験は可能。また、受験資格の制限は無い。
受験料は以下の通り。
- 1級 (１科目のみ) ……￥8,120
- 1級 (２科目同時) ……￥11,420
- 1級 (３科目同時) ……￥14,720
- 2級……￥7,120
- 3級……￥5,820
- 4級……￥4,720

受験料は、いずれも申込書代320円またはネット申込手数料320円を含む税込額（令和2年度下期～）。2級と3級、3級と4級を同日受験する場合は合計額から320円が割り引かれる。